# Ayoub Skouma
Ayoub Skouma (sinh ngày 22 tháng 3 năm 1988 ở Casablanca) là một cầu thủ bóng đá người Maroc hiện tại thi đấu cho Difaâ El Jadidi.

## Sự nghiệp
Ngày 4 tháng 7 năm 2009 thử việc ở Standard Liege với mức chuyển nhượng của cầu thủ Wydad Casablanca là 800.000 €uro.